# Tom Renney

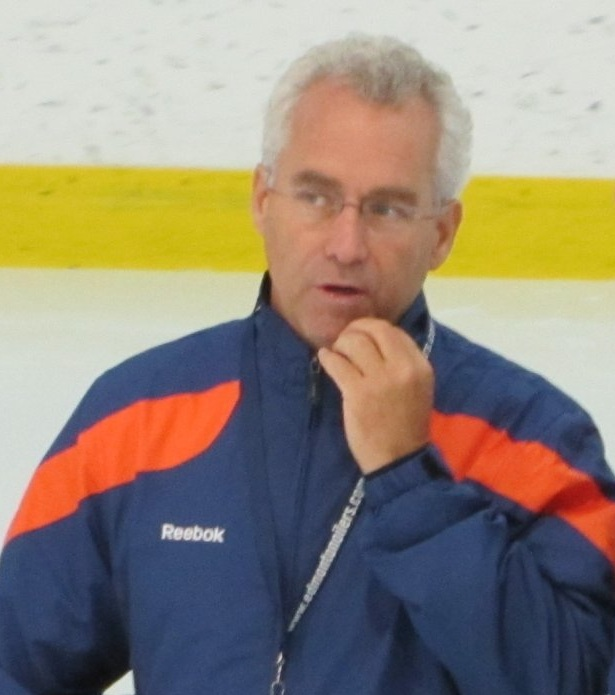
Renney als Trainer der Oilers

Thomas „Tom“ Renney (* 1. März 1955 in Cranbrook, British Columbia) ist ein kanadischer Eishockeytrainer, der bis Sommer 2014 als Assistenztrainer bei den Detroit Red Wings tätig war. In der NHL war er bereits bei den Vancouver Canucks und den Edmonton Oilers als Cheftrainer aktiv.

## Karriere
Tom Renney begann seine Trainerkarriere 1990, als er Nachfolger von Ken Hitchcock bei den Kamloops Blazers in der kanadischen Juniorenliga WHL wurde. Gleich in seinem zweiten Jahr führte er das Team zum Gewinn des President’s Cup und gewann zudem den Memorial Cup. Nach zwei Jahren bei den Junioren schloss sich Renney dem kanadischen Eishockeyverband Hockey Canada an und wurde Trainer der kanadischen Nationalmannschaft, mit der er bei den Olympischen Winterspielen 1994 die Silbermedaille gewinnen konnte.
Seinen ersten Posten in der NHL erhielt er 1996, als er zum Trainer der Vancouver Canucks ernannt wurde. Jedoch war seine Amtszeit hauptsächlich von Misserfolg geprägt. Die Saison 1996/97 beendeten die Canucks außerhalb der Playoff-Ränge und nach 19 Spielen der folgenden Spielzeit hatte die Mannschaft erst vier Spiele gewinnen können, sodass Renney entlassen wurde.
2000 schloss er sich der Organisation der New York Rangers an, wo er als Director of Player Personnel die Arbeit der Amateur Scouts überblickte und delegierte und den Pro Scouts assistierte. 2002 wurde Renney zum Vice President of Player Development befördert, wodurch er sich noch mehr auf die Entwicklung der Talente innerhalb der Organisation konzentrieren konnte. Zur Saison 2003/04 übernahm er den Posten als Assistenztrainer hinter Glen Sather, der zum damaligen Zeitpunkt auch als General Manager agierte. Sather legte das Traineramt aber im Laufe der Saison nieder, um sich auf seine Aufgaben im Management zu konzentrieren und Renney wurde neuer Cheftrainer der Rangers.
Nachdem Ausfall der Saison 2004/05 wegen des Lockout konnte Renney 2005/06 in seine erste komplette Spielzeit als Trainer der Rangers gehen. Durch erfahrene Spieler, wie Jaromír Jágr, Martin Straka und Michael Nylander sowie durch junge talentierte Spieler, wie Henrik Lundqvist, gelang den Rangers die erste Playoff-Teilnahme nach über neun Jahren. In den beiden folgenden Jahren erreichten sie dann jeweils die zweite Runde der Playoffs. Am 23. Februar 2009 wurde Renney nach einer Niederlagenserie von seinem Amt als Cheftrainer freigestellt. Bis zu diesem Zeitpunkt hatte er sich zu einem der erfolgreichsten Trainer der Franchise-Geschichte entwickelt. Von 2012 bis 2014 war Renney als Assistenztrainer bei den Detroit Red Wings aktiv.
International war Renney zudem als Assistenztrainer der kanadischen Nationalmannschaft aktiv, unter anderem beim Gewinn des Weltmeistertitels 2005.

## Erfolge und Auszeichnungen
- Memorial Cup 1992
- President’s Cup 1992
- Weltmeister 2004 (als Assistenztrainer)
- Silbermedaille Weltmeisterschaft 1996 und 2005 (als Assistenztrainer)
- Olympische Silbermedaille 1994
- Dunc McCallum Memorial Trophy 1991 (bester Trainer der WHL)
- Victoria Cup 2008